# Faraj Laheeb
Faraj Laheeb Saeed (Al Kuwait, 9 ottobre 1979) è un calciatore kuwaitiano, attaccante dell'Al-Yarmouk in prestito dall'Al-Kuwait.

## Carriera

### Nazionale
Bashar Abdullah ha esordito nella Nazionale kuwaitiana nel 1997.
Ha fatto parte della squadra olimpica per le Olimpiadi di Sydney nel 2000.

## Palmarès

### Club

#### Competizioni nazionali
- Kuwait Premier League: 3

Al-Kuwait: 2000-2001, 2005-2006, 2006-2007
- Kuwait Emir Cup: 1

Al-Kuwait: 2002
- Kuwait Crown Prince Cup: 1

Al-Kuwait: 2003
- Al Kurafi Cup: 1

Al-Kuwait: 2005